# NGC 4088
NGC 4088 este o interacțiune de galaxii situată în constelația Ursa Mare. A fost descoperită în 9 martie 1788 de către William Herschel. Se află la o distanță de 14 megaparseci de Pământ.